# مؤسسة الإسلام في المملكة المتحدة
المؤسسة الإسلامية (الأردية: موَسسہَ اسلامی) وتسمى أيضًا مؤسسة الإسلام في المملكة المتحدة هي دار الأبحاث والنشر التابعة لجماعة الإسلام في المملكة المتحدة. تأسست في عام 1973 على يد اثنين من الناشطين الباكستانيين رفيعي المستوى في الجماعة الإسلامية، خورشيد أحمد وخرم مراد. أهدافها هي البحث في تطبيق الإسلام في العالم الحديث، وإبراز صورة الإسلام في بريطانيا وأوروبا، وتلبية الاحتياجات التعليمية للمسلمين.

### حملة معارضة لسلمان رشدي
في عام 1988، لعبت المؤسسة الإسلامية، إلى جانب منظمة UKIM، والمسلمين الشباب في المملكة المتحدة، ومنظمة التأثير الدولي، دورًا حاسمًا في قيادة حملة معارضة لسلمان رشدي بسبب كتاب المُسيء للقرآن "آيات شيطانية". انتشرت الاحتجاجات في جميع أنحاء المجتمع الإسلامي في جنوب آسيا في بريطانيا وعززت من مكانة المؤسسة الإسلامية.

## فهرس
- Lewis، Phillip (1994)، "Being Muslim and Being British: The Dynamics of Islamic Reconstruction in Bradford"، في Roger Ballard؛ Marcus Banks (المحررون)، Desh Pardesh: The South Asian Presence in Britain، C. Hurst & Co. Publishers، ص. 58–87، ISBN:978-1-85065-091-1
- Bowen، Innes (2014)، Medina in Birmingham, Najaf in Brent: Inside British Islam، Hurst، ISBN:978-1-84904-529-2، مؤرشف من الأصل في 2023-11-17
- Vidino، Lorenzo (2021)، "Aims and Methods of Europe's Muslim Brotherhood"، في Noor Dahri (المحرر)، The Devils Rebirth: The Terror Triangle of Ikhwan, IRGC and Hezbollah، Vij Books India Pvt Ltd، ISBN:9789390439652

## روابط خارجية
- الموقع الرسمي